# Kalus

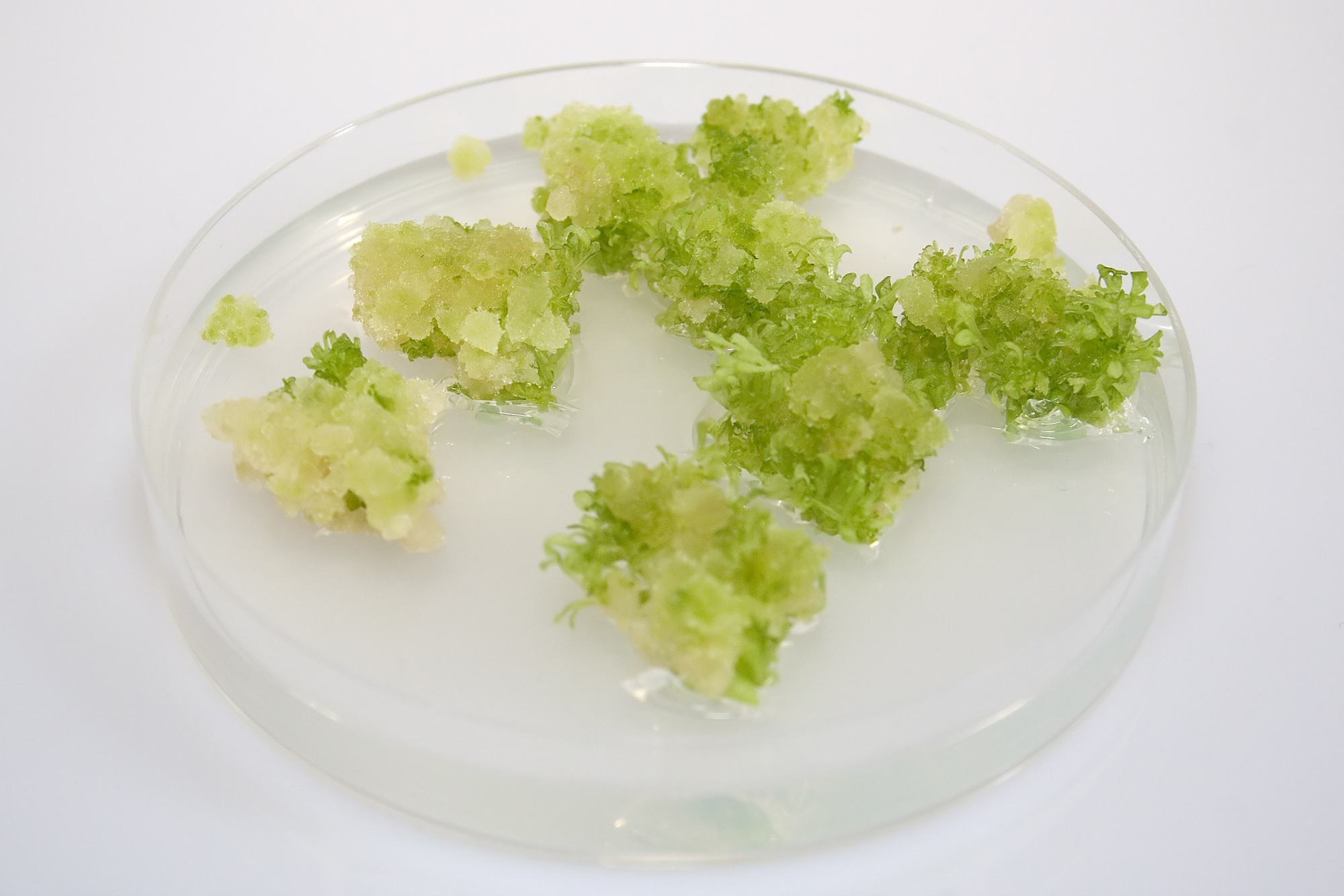
Kalus tytoniu szlachetnego

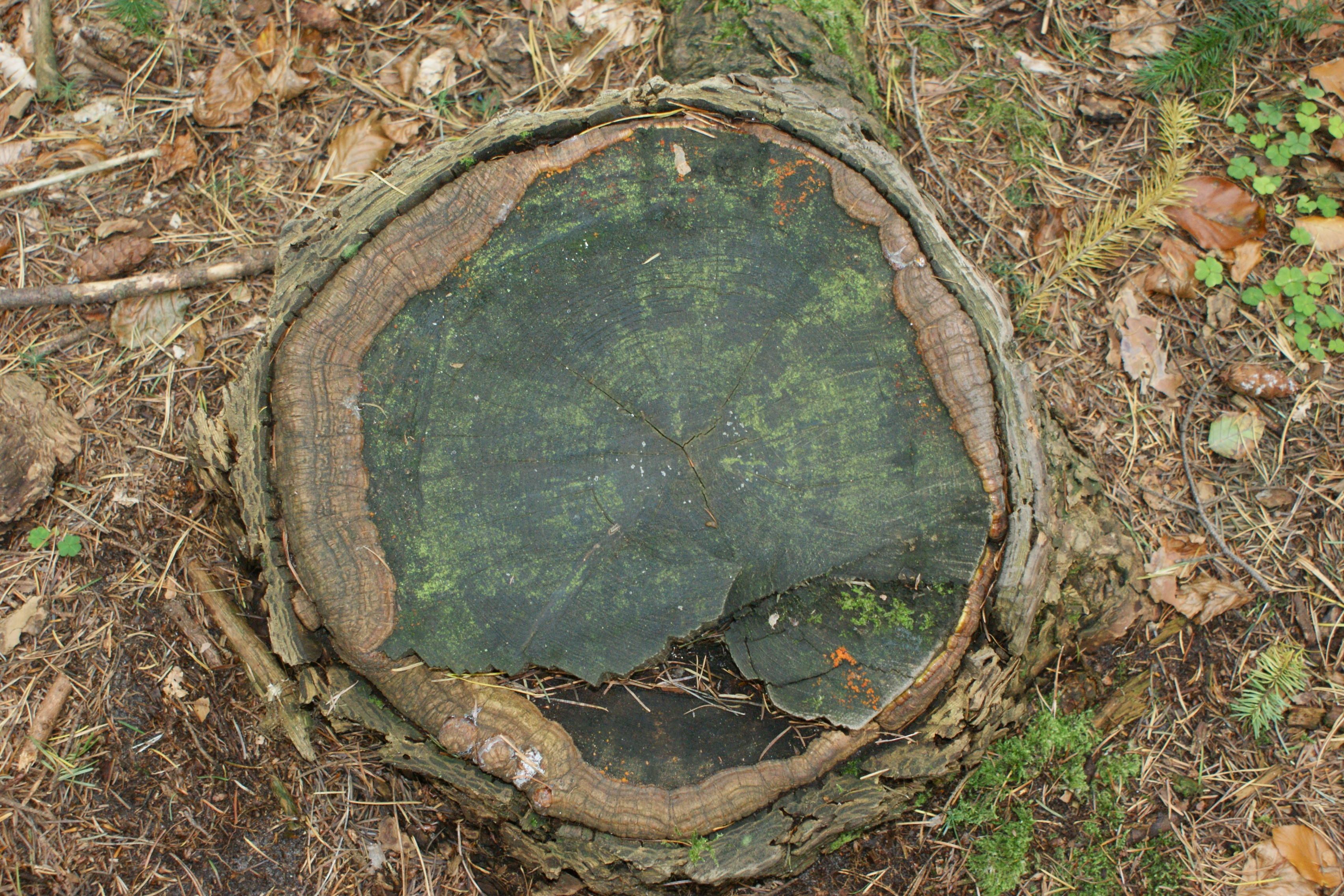
Kalus na pniu daglezji zielonej

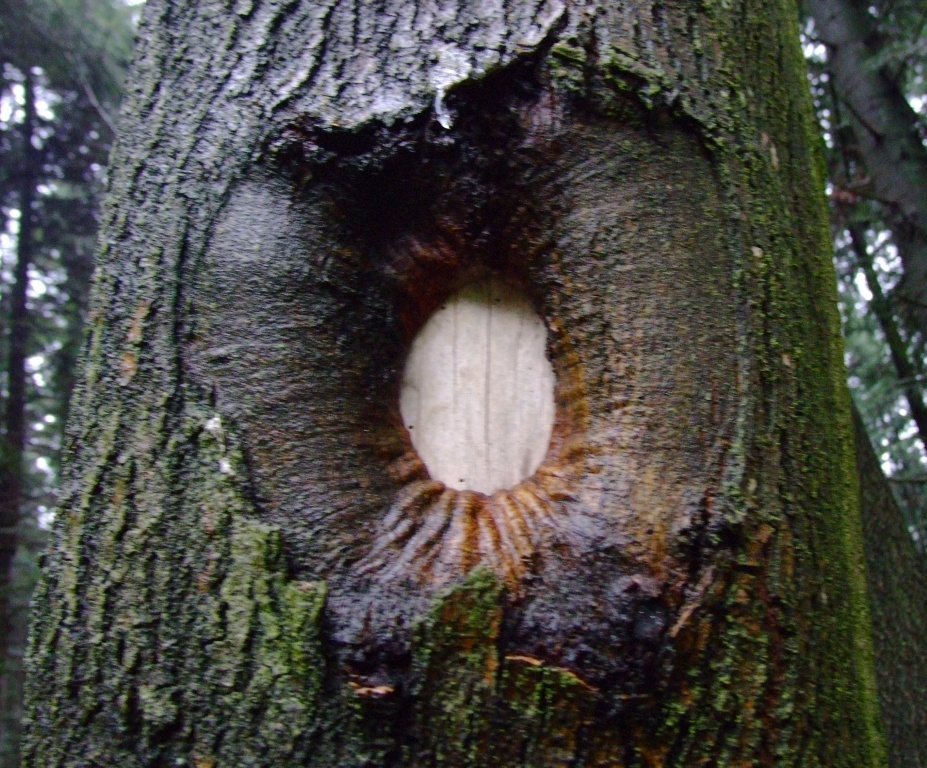
Zabliźniona kallusem rana na pniu lipy

Kalus, kallus, merystem przyranny – tkanka roślinna powstająca w miejscu zranienia rośliny najczęściej z okolicznych komórek tkanki miękiszowej. Jest to amorficzna masa komórek mająca zwykle postać białego nalotu. Komórki tworzone przez te merystemy powodują stopniowe zabliźnianie się i zarastanie ran. Komórki kallusa są zwykle większe od komórek tkanki macierzystej.
Kalus stanowi bezkształtną masę niezróżnicowanych i szybko dzielących się komórek. Może być wyprowadzony z prawie każdej tkanki roślinnej poprzez traktowanie jej mieszaniną hormonów roślinnych (auksyn i cytokinin w takim samym stężeniu). Tak wytworzony kalus, w zależności od warunków, w jakich się będzie rozwijać (tj. stężenia hormonów), może ulec ponownemu zróżnicowaniu w kierunku pędów (większe stężenie cytokininy) lub korzeni (większe stężenie auksyn), włącznie z odtworzeniem całej rośliny. Hodowle in vitro kalusa znajdują szerokie zastosowanie w badaniach nad fizjologią i genetyką roślin.
Kalus jest również jedną z faz embriogenezy somatycznej – odpowiednio pobudzona część rośliny przechodzi wszystkie stadia rozwoju zarodkowego, tworząc w efekcie nowe organy, a nawet cały organizm – tak zwana totipotencja. Małe kawałki rośliny ulegają najpierw odróżnicowaniu, tworząc właśnie kallus, a następnie ponownie się różnicują, budując pędy, korzenie itp.
Czas, jaki potrzebny jest do zarośnięcia rany, zależy od jej wielkości, od warunków, w jakich ona rośnie, a także od rodzaju rany. Rany o gładkiej, nieposzarpanej powierzchni zarastają kallusem szybciej. Badania wykazały, że w ciemności kallus rośnie szybciej. Szybciej rośnie także w warunkach dużej wilgotności powietrza. Ostatecznie kallus doprowadza do zarośnięcia całej rany, a powstające nad nim kambium wytwarza jednolitą warstwę, z której następnie wytwarzane są tkanki drewna i łyka, jednak nowo powstałe warstwy drewna nie zrastają się ze starymi. I chociaż z czasem, po wielu latach, nie widać już z zewnątrz na pniu śladu po ranie, to jednak na przekroju poprzecznym pnia widoczna jest wyraźna granica między starymi i nowymi przyrostami.
Części kallusa wystawione na działanie światła zawierają chlorofil. Mogą też wytwarzać się w kallusie młode pączki, a z nich wyrastają pędy. Czasami kallus rozrasta się bardzo bujnie, doprowadzając do powstania narośli o nieprawidłowych kształtach.
Kallus występuje głównie u roślin nagonasiennych i okrytonasiennych. Znacznie rzadziej spotyka się go u plechowców i paprotników.